# Kunowo (powiat gryfiński)
Kunowo (niem. Kunow) – wieś w Polsce położona w województwie zachodniopomorskim, w powiecie gryfińskim, w gminie Banie.
W 2003 r. wieś miała 347 mieszkańców.
W latach 1975–1998 miejscowość należała administracyjnie do województwa szczecińskiego.
Pierwsza wzmianka o miejscowości pochodzi z 1296 roku. Na przełomie XIV i XV w. wybudowano kościół, rozbudowywany i przebudowywany w XVIII i XIX w. Jest to kościół filialny pw. św. Wojciecha z XIV/XV w., zbudowany z kamienia i cegły, z wieżą drewnianą nadbudowaną nad nawą w 1850 r. otoczony jest murem kamiennym z bramą, furtą z kutą żelazną kratą. Świątynia jest obiektem zabytkowym wpisanym do Rejestru zabytków pod nr rej. A-172 z 13.07.2004 r. Na cmentarzu w wydzielonej kwaterze znajdują się dwa nagrobki z XIX w. Godna zobaczenia jest zabudowa wsi, a szczególnie zachowane budynki mieszkalne głównie z końca XIX w. i początku XX w. oraz budynek wagi i owczarni z XIX w., a także park krajobrazowy z XIX w.